# Léon Desbuissons
Léon Auguste Jules Desbuissons, né à Paris le 30 mai 1863 où il est mort le 4 décembre 1944, est un peintre et graveur aquafortiste français.

## Biographie
Élève de Charles Albert Waltner, membre du Comité de la Société des aquafortistes et de la Fédération des artistes de Paris, il expose régulièrement au Salon des artistes français et au Salon des indépendants dont il est sociétaire, ainsi que dans des Galeries (Rosen, Reutlinger...). 
Chef du service géographique (1924) où il avait succédé à son père le 31 juillet 1900 au Ministère des Affaires Étrangères, on lui doit aussi des illustrations d'ouvrages (Trois villes du vignoble alsacien). Il a été membre des sociétés géologiques de France et Suisse et de la Société française de minéralogie. Il a publié La vallée de Binn (Valais) : étude géographique, géologique, minéralogique et pittoresque en 1909 et Atlas de l'Annuaire diplomatique et consulaire en 1924.

## Récompenses et distinctions
- Chevalier (13 juillet 1904) puis officier (21 janvier 1924) de la Légion d'honneur.